# (48415) Dehio
(48415) Dehio est un astéroïde de la ceinture principale.

## Description
(48415) Dehio est un astéroïde de la ceinture principale. Il fut découvert le 21 août 1987 à Tautenburg par Freimut Börngen. Il présente une orbite caractérisée par un demi-grand axe de 2,38 UA, une excentricité de 0,22 et une inclinaison de 8,3° par rapport à l'écliptique.

## Compléments